# Adenanthos barbiger
- Wikispecies

Adenanthos barbiger é uma espécie de arbusto da família Proteaceae. É endémica do sudoeste da Austrália Ocidental. Geralmente cresce até 1 metro de altura e tem flores vermelhas brilhantes que aparecem principalmente entre agosto e dezembro. A espécie foi descrita formalmente pela primeira vez em 1839 pelo botânico John Lindley em Um esboço da vegetação da colônia do rio Swan.

## Descrição
Adenanthos barbiger cresce como um pequeno arbusto ereto ou espalhando, até 1 m (3 pés) de altura, muitas vezes com muitos caules resultantes de um metro. Ramos jovens estão cobertos de pêlos, mas estes são perdidos com a idade. As folhas são longas e finas (até 8 cm de comprimento, mas apenas cerca de 7 mm de largura), de formato oval, ausência de Pecíolo. As flores, que aparecem entre agosto e dezembro, consistem de um vermelho brilhante tubular perianto cerca de 25 mm de comprimento, coberta de cabelos brancos de seda; e um estilo por volta de 40 mm de comprimento. 

## Taxonomia
Esta espécie foi publicado pela primeira vez sob o nome  Adenanthos barbigera  por John Lindley em seu 1839  A Sketch da Vegetação do Swan River Colony . O epíteto específico é do Latim  barba  ("barba"), em referência aos cabelos brancos no perianto.
Lindley não especificou um espécime, mas no seu herbário contém uma folha designado como o tipo para a espécie. Esta folha contém dois espécimes. Um deles foi recolhido por  James Drummond, mas a data e o local da coleção é incerto. O outro é rotulado de "Rio Vasse ... Sra Capt. Molloy, 1839." Estes provavelmente foram descritos da coleção The Vasse em 1837 por John Molloy, e não por sua esposa  Georgiana, que não visitou o Vasse até 1839. Georgiana Molloy enviou para James Mangles em Londres no ano de 1838; eles chegaram no início de 1839, e foram imediatamente enviados para Lindley. 
Em 1870, George Bentham publicou o primeiro arranjo de  Adenanthos  no Volume 5 de seu marco  Flora australiensis . Bentham dividiu o gênero em duas seção taxonômicas, colocando  A. barbigera  em A. sect. Eurylaema, definido que aquelas espécies continha perianto em forma de tubos curvados e inchados acima da média. 
Em 1921, Carl Hansen Ostenfeld publicou  Adenanthos intermedia  ( A. intermedius ),  com base em espécimes encontrados em Yallingup com forma de folhas intermediárias entre as de  A .  barbiger  e os de A. obovata. Esta proposta foi rejeitada em 1978 por Ernest Charles Nelson, que argumentou que a forma de folha é inadequado grounds para erguer uma nova espécie, neste contexto, e que, em termos de características sistematicamente importantes,  A.  intermedius  é indistinguível de  A.  barbiger . Ele, portanto, sinonimizada  A.  intermedius  com  A.  barbiger , mas notou a possibilidade de que  A. intermedius  é de  híbrida de origem.
A colocação de A. barbiger em Arranjo taxonômico de Adenanthos de Nelson podem ser resumidos como se segue:
Adenanthos
A. sect. Eurylaema
A. detmoldii
A. barbiger
A. obovatus
A. × pamela
A. sect. Adenanthos (29 espécies, 8 sub-espécies)